# Museu Nómada
O Nomadic Museum é uma estrutura temporária onde fica instalada a exposição Ashes and Snow, uma coletânea de fotografias artísticas e filmes realizados por Gregory Colbert. O primeiro Nomadic Museum fez a sua estreia com a abertura de Ashes and Snow na cidade de Nova Iorque em Março de 2005. A partir daí, o museu viajou até Santa Mônica, Califórnia, em 2006, Tóquio, em 2007 e Cidade do México, em 2008.

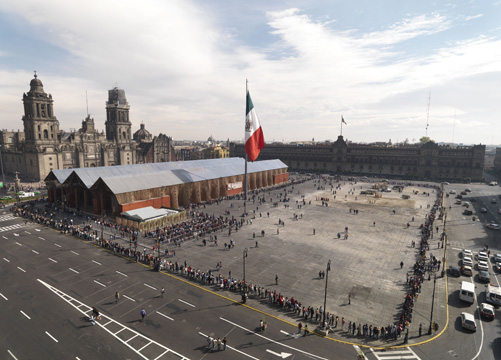
Dia da inauguração de Ashes and Snow no Nomadic Museum, Cidade do México, 19 de Janeiro de 2008.

Foi em 1999 que Gregory Colbert concebeu originalmente a idéia de um museu sustentável que pudesse viajar. Projetou uma estrutura fácil de montar nos portos onde fizesse escala por esse mundo fora, o que lhe proporcionou um ambiente temporário para os seus trabalhos no decurso da jornada global. A primeira exibição ao público de Ashes and Snow no Arsenal de Veneza, com início em 2002, inspirou os conceitos estéticos e arquiteturais que seriam aplicados ao Nomadic Museum.
Colbert transformou o interior do Arsenale utilizando elementos ecológicos, entre eles a pedra; cortinas confeccionadas com o papel de milhares e milhares de saquinhos de chá do Sri Lanka prensados; e técnicas de iluminação minimalistas. Construído em 1104, o Arsenale foi originalmente utilizado para construir e lançar grandes navios que chegavam ao mar através dos canais de Veneza. A arquitetura interior e a estrutura providenciaram um lugar de exposição ideal para Ashes and Snow: o espaço monumental permitiu acomodar graciosamente os trabalhos fotográficos artísticos de maior envergadura e os filmes de Colbert. A exibição foi um sucesso ao nível do público e da crítica e consta como uma das exposições individuais mais visitadas de sempre na Europa.
Construído na sua origem com contentores de carga, o Nomadic Museum tem um projeto arquitetural que vai evoluindo em cada . viagem. Numa fase mais recente, no Zócalo da Cidade do México, foi a maior estrutura de bambu alguma vez criada. Desenhado por Simon Vélez com a colaboração de Gregory Colbert, o Nomadic Museu ocupava um espaço de 5.130 metros quadrados (55,218 pés quadrados) e, no seu interior, compreendia duas galerias e três teatros independentes. A água foi incorporada pela primeira vez no projeto do Nomadic Museum como um elemento invocador da história única da Cidade do México, que um dia esteve rodeada por canais. Esta opção arquitetural honrou o significado simbólico do Zócalo como o centro do México-Tenochtitlán, uma cidade fundada pelos Astecas em 1325 numa pequena ilha situada no meio do Lago Texcoco.
Tal como os outros elementos de Ashes and Snow, o museu é um projeto em permanente evolução que irá somando transformações em cada novo local para se adaptar ao meio ambiente e ao processo evolutivo do conteúdo artístico em si. Colbert continuará a contar com a colaboração de arquitetos inovadores para ir sempre integrando os mais recentes avanços em material de arquitetura sustentável e conferir ao museu uma nova expressão em cada viagem.
Ashes and Snow no Nomadic Museum vai abrir no Brasil no início de 2009.